# Bangassou
Bangassou é a capital de Mbomou, uma das 14 prefeituras da República Centro-Africana. Localizada no sudeste do país, tem uma população de 35.305 habitantes, segundo estimativa de 2012, estando a uma altitude média de 457 metros. Bangassou é, desde 1964, sede da Diocese de Bangassou, tendo Juan José Aguirre como atual bispo.
Bangassou representa o principal centro comercial de Mbomou, contando com quatro mercados e tendo a cobertura das principais redes de telefonia. Conta ainda com o pequeno Aeroporto de Bangassou. A maior parte da população de Bangassou vive da agricultura de subsistência.
No contexto da Guerra Civil na República Centro-Africana, em 11 de março de 2013, elementos armados do grupo Séléka penetraram violentamente na região e se apoderaram da mesma, provocando a paralisação dos serviços públicos e corte das comunicações por telefone.

## História
Durante a ocupação colonial francesa do Estado Livre do Congo, foi estabelecida uma base militar francesa na região. Em 1922, a Congregação do Espírito Santo estabeleceu uma missão católica na cidade. Em 1931, a société cotonnière Comouna construiu um prédio de processamento de algodão em Bangassou, que se tornou capital da prefeitura de Mbomou em 1935.

## Violência Contínua
Na noite de 24 de maio de 2017, um homem armado entrou no hospital de Bangassou, na República Centro-Africana, mantido por Médicos Sem Fronteiras (MSF) e o Ministério da Saúde. Ele agrediu uma enfermeira de MSF antes de capturar uma paciente e sua acompanhante. A equipe de MSF ficou no hospital a noite toda, cercada por homens de um grupo armado local de “autodefesa” que tomou o controle dos portões de entrada do complexo médico. A equipe de MSF não viu, portanto, o que ocorreu depois, mas ouviu tiros e moradores da área depois relataram que os corpos das duas mulheres foram encontrados no perímetro dos muros do hospital.
Desde que a violência se intensificou em Bangassou no sábado 13 de maio, quase toda a cidade é agora controlada por um grupo armado local de “autodefesa”. Apesar das dificuldades de se dedicar a atividades médicas durante os primeiros dias dos combates, as equipes de MSF conseguiram negociar acordos com os vários grupos armados suficientes para poder fornecer cuidados médicos vitais para feridos e pessoas deslocadas de seus lares pela violência..

## Galeria

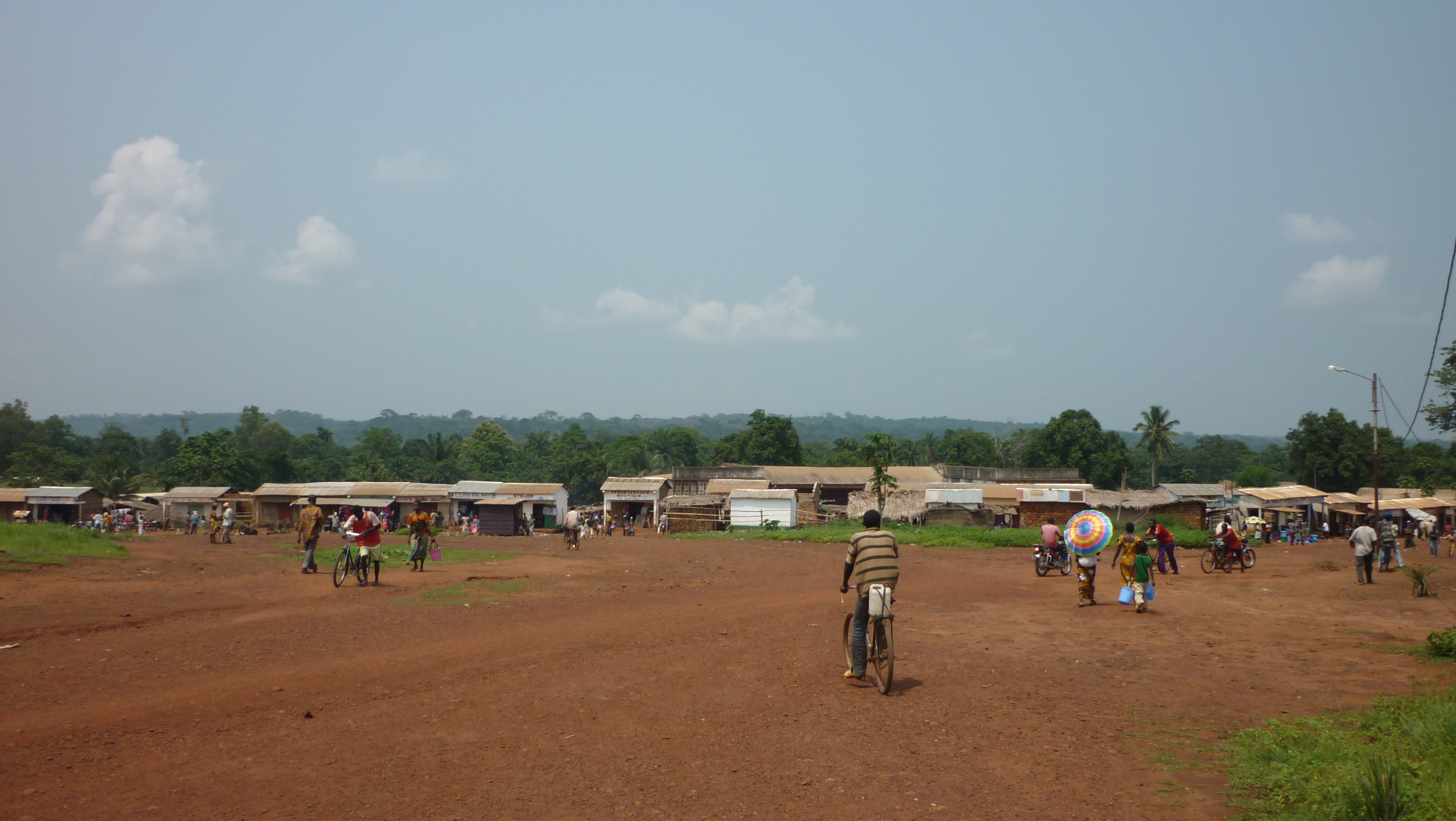
Mercado Central da cidade.
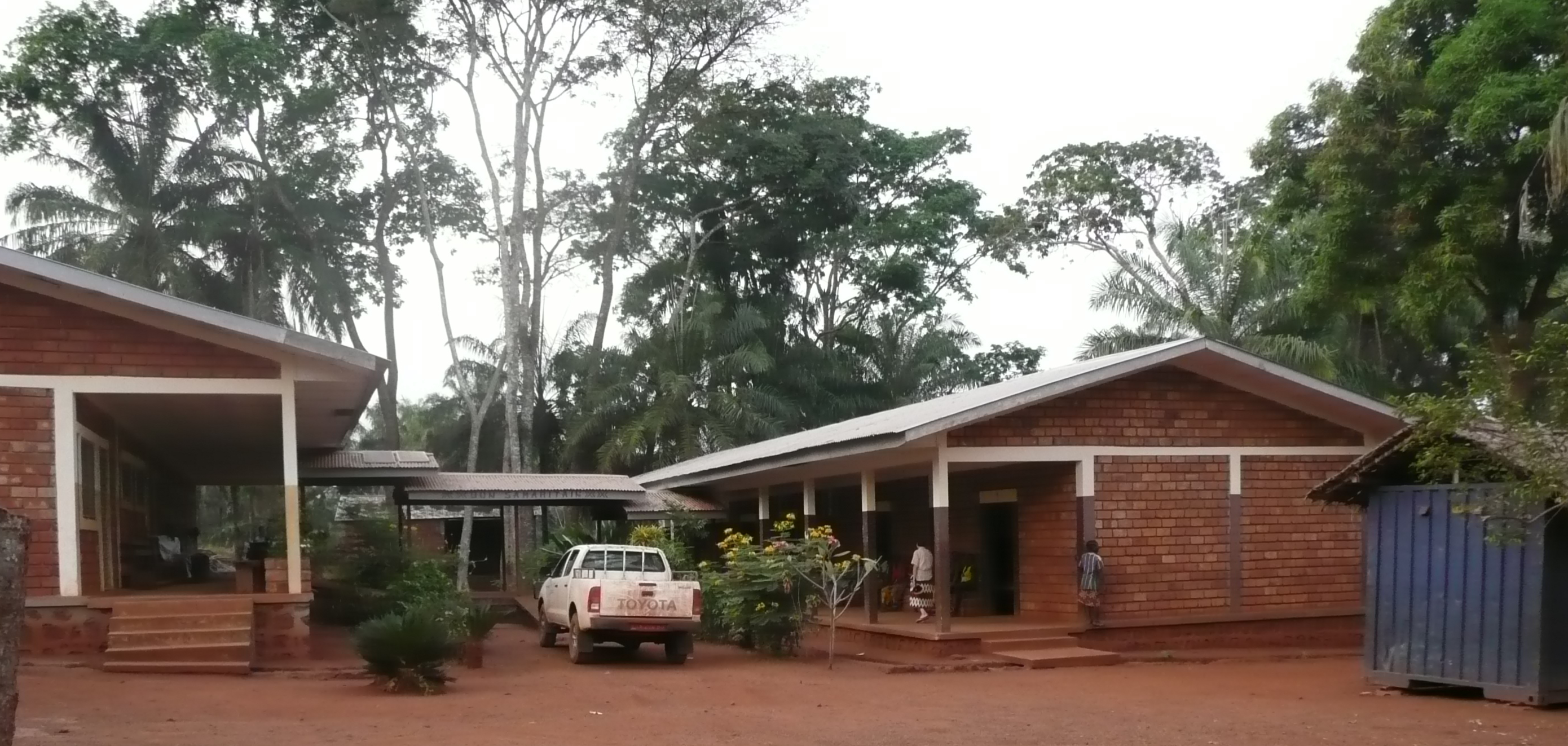
Centro de atenção a portadores de AIDs, dirigido em associação com a diocese.
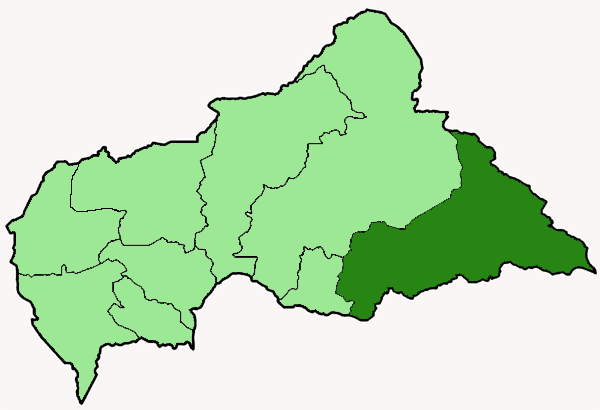
Cobertura da Diocese de Bangassou.
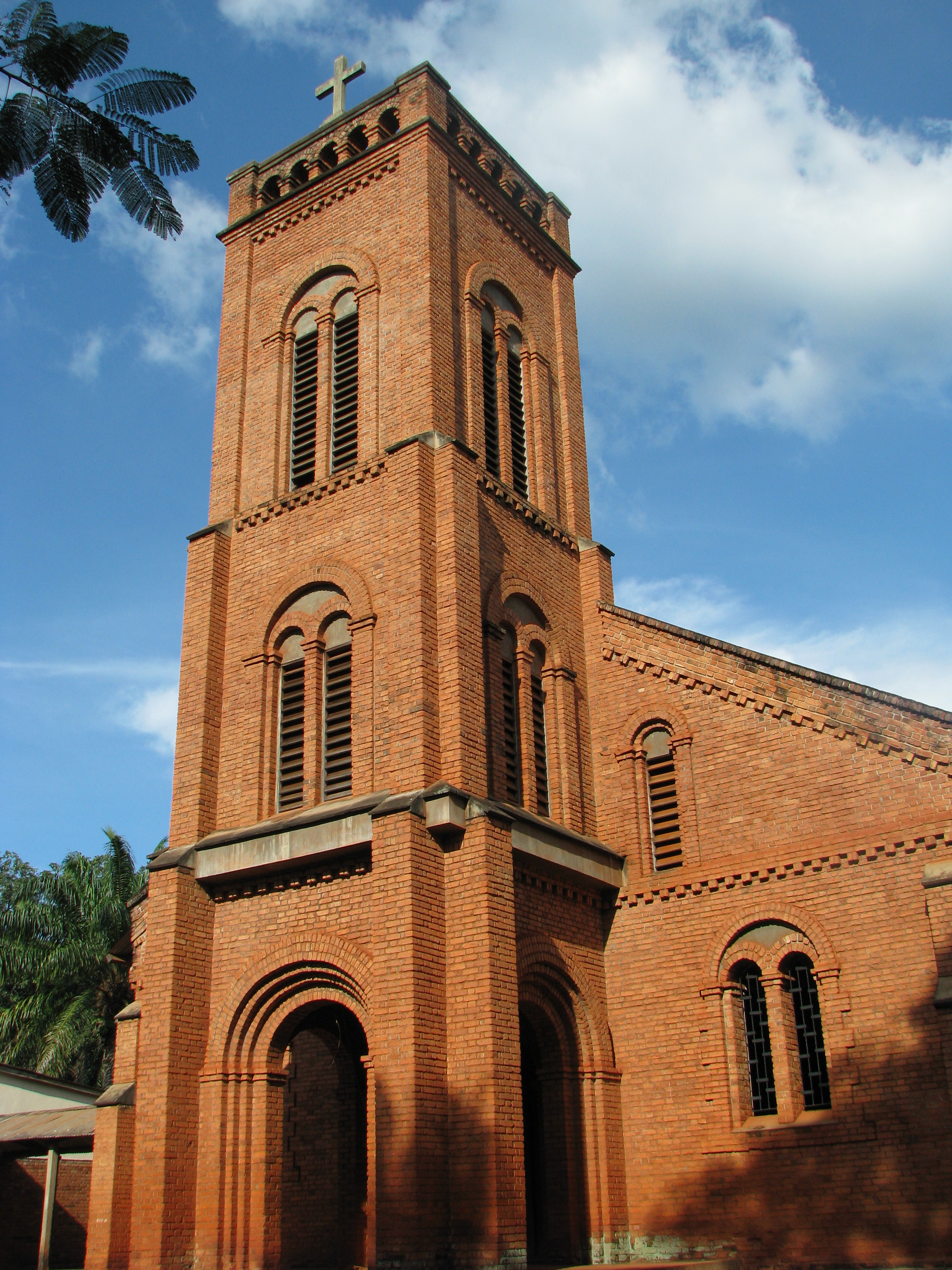
Catedral de São Pedro Claver, sede da Diocese.
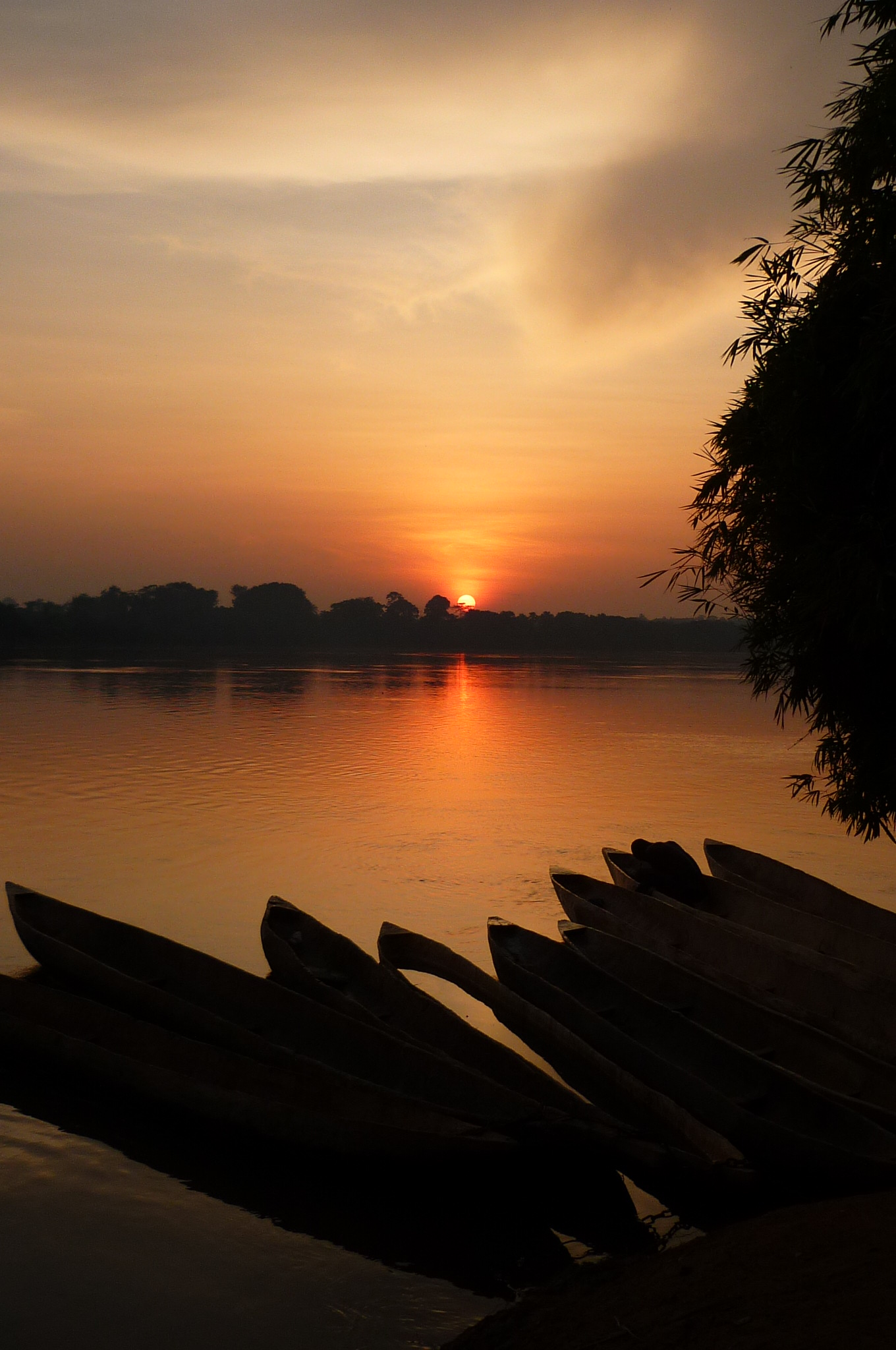
Entardecer no Rio Bomu, ao sul da cidade.
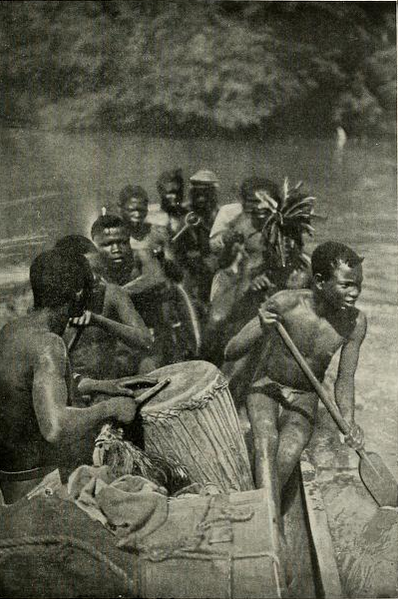
Em 1906, perto de Bangassou.
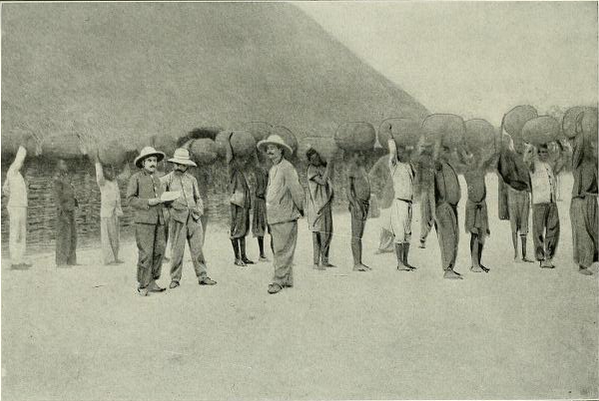
Borracha sendo comprada, em 1906.